# Valérie Dayre
Valérie Dayre est une auteure française d'ouvrages pour la jeunesse, née le 15 décembre 1958.

## Biographie
Elle travaille d'abord comme traductrice depuis l'anglais, traduisant des romans d'heroic fantasy de Stephen R. Donaldson. Elle traduit également l'intégrale de Little Nemo de Winsor McCay.
Elle écrit pour la jeunesse et rencontre un bon accueil critique pour C'est la vie, Lili (1991) qui reçoit le Prix Sorcières en 1992. Elle est l'auteur de plus d'une trentaines d'ouvrages publiés chez Milan, L'École des loisirs ou L'atelier du poisson soluble.

## Œuvres
(liste non exhaustive)
- C’est la vie, Lili, Syros, 1991
- L'Ogresse en pleurs, Milan, 1996
- Le jour où on a mangé l'écrivain, L'École des loisirs, coll. « Médium », 1997
- Je veux voir Marcos, L'École des loisirs, coll. « Médium », 1998
- Sa dernière blague, L'École des loisirs, coll. « Mouche », 1998
- Sale Gamine, L'École des loisirs, coll. « Médium », 1999
- Miranda s'en va, L'École des loisirs, coll. « Neuf », 2000
- Les Nouveaux Malheurs de Sophie, L'École des loisirs, coll. « Médium », 2001
- Comme le pas d'un fantôme, L'École des loisirs, coll. « Médium », 2002
- Retour en Afrique, L'École des loisirs, coll. « Neuf », 2004
- Tous les hommes qui sont ici, L'Atelier du poisson soluble, 2006
- Virus, La Joie de lire, 2007
- Enchaîné, illustrations de Sara, La Joie de lire, 2007
- Ce cahier est pour toi, La Joie de lire, 2008
- Tes petits camarades, Thierry Magnier, 2008
- Le Père Noël dans tous ses états, L'Atelier du poisson soluble, 2009
- Le Dernier orang-outang, Thierry Magnier, coll. « Petite poche », 2011
- Tant pis pour elle (avec Pierre Leterrier), La Joie de lire, coll. « Encrage », 2014
- Les Fugitifs du futur (avec Pierre Leterrier), La Joie de lire, coll. « Encrage », 2015
- Série des Gaspard, L'École des loisirs, coll. « Mouche », 1999-2003 :
  - Lundi, Gaspard prend le train
  - Mardi, Gaspard va à l'école
  - Mercredi, Gaspard est amoureux
  - Jeudi, Gaspard a mal aux dent
  - Vendredi, Gaspard dans la nuit
  - Samedi, Gaspard fait l'andouille
  - Dimanche, Gaspard s'amuse

## Prix et distinctions
- Prix Sorcières 1992[1]  catégorie Roman pour C'est la vie Lili
- Deutscher Jugendliteraturpreis 2006[2] catégorie livre jeunesse, pour C'est la vie Lili

Plusieurs de ses ouvrages font partie de la « Bibliothèque idéale » du Centre national de la littérature pour la jeunesse (BnF) en 2024, dont Retour en Afrique (2004) ou Tes petits camarades (2008).